# Rutherford B. Hayes
Rutherford Birchard Hayes, född 4 oktober 1822 i Delaware i Ohio, död 17 januari 1893 i Fremont i Ohio, var en amerikansk advokat, general och politiker (republikan) som var USA:s president åren 1877–1881. Före presidentskapet hade han bland annat varit Ohios guvernör åren 1868–1872 och 1876–1877.

## Bakgrund
Hayes studerade juridik vid Harvard University och blev 1845 advokat i hemstaten Ohio. Han gifte sig 1852 med Lucy Ware Webb. Hayes tjänstgjorde i amerikanska inbördeskriget på nordstaternas sida och avancerade till general.

## Politisk karriär
Hayes inledde sin politiska karriär under 1860-talet. Åren 1865–1867 var han ledamot i representanthuset. Hayes, som anslöt sig till republikanerna, yrkade särskilt på ordnande av det brännande valutaspörsmålet och var en stark motståndare till olika inflationsprojekt. Åren 1868–1872 tjänstgjorde han som Ohios guvernör, en post han återvaldes till 1875.
Han ställde upp som det republikanska partiets presidentkandidat i valet 1876. Valet blev ett av de mest kontroversiella i USA:s historia. Det demokratiska partiets kandidat Samuel J. Tilden fick majoriteten av rösterna, men Hayes säkrade en majoritet i elektorskollegiet genom 1877 års kompromiss. I och med kompromissen, som slöts bakom stängda dörrar, gick demokraterna med på att släppa fram Hayes som president. I gengäld skulle Hayes dra tillbaka allt direkt stöd för rekonstruktionen i de före detta konfedererade staterna.
Hayes har hyllats för sitt engagemang för reformer inom statsförvaltning. Hans kritiker pekar på hans överseende med de före detta konfedererade staterna och hur han drog tillbaka federalt stöd för afroamerikaners röst- och medborgarrätt.

## Utnämningar tillHögsta domstolen
- John M. Harlan, 1877
- William B. Woods, 1881

## I populärkulturen
Fiktiva versioner av presidenten och dennes hustru medverkar i seriealbumet Stjärnspel i Västern, ur serien Lucky Luke.